# تایفون

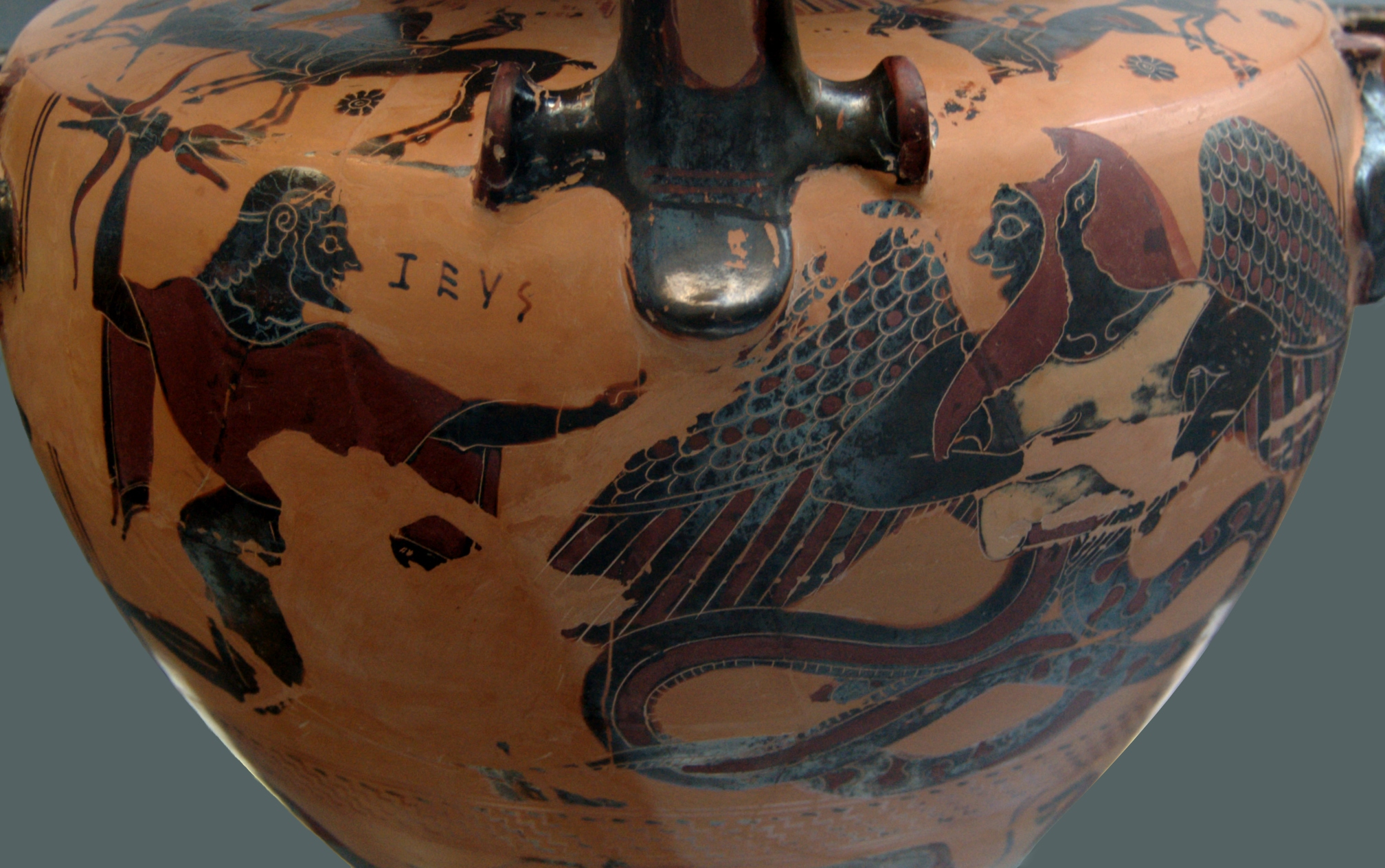
زئوس نیزه‌ای از رعد و برق به سوی تایفون پرتاب می‌کند، نقاشی روی ظرف مربوط به ۵۵۰ قبل از میلاد

تایفون (به یونانی: Τυφῶν) که تایفوئیوس (Τυφωεύς) هم نامیده می‌شود نام هیولایی در اساطیر یونان بوده‌است که در مورد منشأ آن روایت‌های گوناگونی وجود دارد.
تایفون، اژدهایی با نفس آتشین، صدسر و خستگی‌ناپذیر بوده‌است. گایا، در اوج ناامیدی او را به دنیا آورد تا از تایتانها در مقابل المپیان محافظت کند. او تا حد زیادی موفق می‌شود و تعدادی از خدایان المپ را فراری داده و زئوس را به بند می‌کشد. هرمس به نجات زئوس می‌آید و زئوس هم با استفاده از تیرهای آذرخش، تایفوئیوس را از بین می‌برد. گفته می‌شود که تایفوئیوس زیر کوه اتنا (Etna) در سیسیل دفن شده‌است.

## روایتهزیود
روایت هزیود که راجر لنسین گرین هم در کتاب اساطیر یونان خود به آن اشاره کرده‌است، تایفون زادهٔ گایا بود. گایا او را پس از رانده‌شدن تیتان‌ها و بندی کردن آن‌ها، بدون یاری اورانوس از خود پدیدآورد تا انتقامی از خدایانی که فرزندان او را رانده بودند بگیرد.

## روایت هومری
هرا در برابر این امر که زئوس به‌تنهایی آتنا را پدیدآورده بود (آتنا فرزند زئوس و همسر دیگر وی متیس بود) بسیار خشمناک شد و اراده کرد که او نیز بی‌یاری زئوس فرزندی پدیدآورد. هرا می‌خواست این فرزند هماورد زئوس باشد، او با کمک تیتان‌ها محبوس، زمین و آسمان در شکل مینوی خود او را پدیدآورد که در کارش به هیچ عنوان موفق نشد و تیفون را زاد که نه به ایزدان و نه به آدمیان شبیه بود، بلکه تازیانه ابناء بشر به‌شمار می‌رفت.

## توصیف تایفون
حدفاصل میان یک موجود بشری و یک حیوان بود، از حیث قامت و قدرت بر همه فرزندان زمین فزونی داشت و از همه کوهستان‌ها بزرگ‌تر بود و سر او اغلب به ستارگان برمی‌خورد و وقتی دست‌هایش را باز می‌کرد یکی به مشرق و دیگری به مغرب می‌رسید و به‌جای انگشتان یکصد سر اژدها داشت، از کمر به پایین بدن او از افعی‌ها پوشیده شده و دارای بال بود و از چشمانش آتش بیرون می‌زد و تیفون آن‌قدر وحشتناک بود که وقتی خدایان متوجه حمله او به آسمان شدند از ترس همه به مصر گریخته و شکل حیوان‌ها را به خود گرفتند.
او تا حد زیادی موفق می‌شود و تعدادی از خدایان المپ را فراری داده و زئوس را به بند می‌کشد و پی‌های مفصل‌های او را بیرون می‌کشد و او را رها می‌کند تا پس از استراحت، او را از بین ببرد. هرمس به نجات زئوس می‌آید، به صورت نوازنده‌ای دوره‌گرد نزدیک او می‌شود و تایفون را فریب می‌دهد و پی‌ها را برای تعمیر سازش از او می‌گیرد؛ و زئوس هم با استفاده از تیرهای آذرخش، تایفوئیوس را از بین می‌برد. در روایتی دیگر آپولوست که هیولا را می‌فریبد.